# Delahaye Type 143
Der Delahaye Type 143 ist ein Pkw-Modell von 1934. Hersteller war Automobiles Delahaye in Frankreich.

## Beschreibung
Die Fahrzeuge waren als Zwischenlösung gedacht und wurden nur von Mai bis Oktober 1934 hergestellt. Nachfolger wurde der Delahaye Type 154.
Der Vierzylinder-Ottomotor stammt vom Delahaye Type 132 und war in Frankreich mit 10 CV eingestuft. Er hat 73,7 mm Bohrung, 107 mm Hub, 1826 cm³ Hubraum und 34 PS Motorleistung. Er ist vorn im Fahrgestell eingebaut und treibt die Hinterachse an.
Das Fahrgestell ist vom Delahaye Type 126 abgeleitet und hat 315 cm Radstand. Einzige Aufbauform als Pkw war eine Pullman-Limousine. Es war die Kombination eines großen Fahrgestells mit einem kleinen Motor. Daneben gab es Aufbauten als Nutzfahrzeug.
Insgesamt entstanden 24 Fahrzeuge.
Der Delahaye Type 144 war ähnlich konzipiert, hat aber einen etwas größeren Motor, und war erfolgreicher.